# Suwa Morishige
Pour les articles homonymes, voir Morishige (homonymie).
Suwa Morishige (諏訪盛重), descendant à la neuvième génération de Minamoto no Mitsumasa, est le premier à utiliser le nom du district de Suwa dans la province de Shinano où il s'est installé et où sa famille est restée pendant plusieurs siècles.